# Бельково (Старгардський повіт)
Бельково (пол. Bielkowo) — село в Польщі, у гміні Кобилянка Старгардського повіту Західнопоморського воєводства.
Населення — 241 особа (2011).
У 1975—1998 роках село належало до Щецинського воєводства.

## Демографія
Демографічна структура станом на 31 березня 2011 року:
|          | Загалом | Допрацездатний вік | Працездатний вік | Постпрацездатний вік |
| -------- | ------- | ------------------ | ---------------- | -------------------- |
| Чоловіки | 122     | 31                 | 79               | 12                   |
| Жінки    | 119     | 29                 | 61               | 29                   |
| Разом    | 241     | 60                 | 140              | 41                   |